# Tomba di Leubingen
Il tumulo di Leubingen è una tomba regale della prima età del bronzo della cultura di Leubingen (poi nota come cultura di Unetice), risalente al 1940 a.C. circa, che si trova vicino alle colline di Kyffhäuser, presso Leubingen, nello stato orientale tedesco della Turingia.
Si tratta della tomba di un membro dell'élite (un "principe"), come dimostrano i ricchi contenuti della camera sepolcrale, nonché la presenza del metallo nel corredo funerario. 

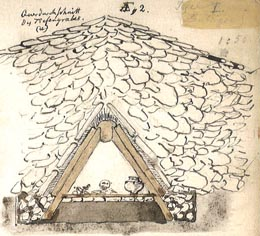
Schizzo, sezione

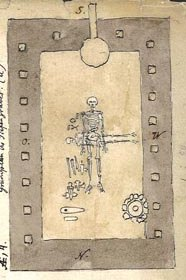
Schizzo, pianta della camera sepolcrale

## Descrizione
Questa tomba è costituita da una sepoltura a camera, che ha grosso modo l'aspetto di una capanna del tempo. Il tetto è fatto di pesanti travi di quercia e coperto da pietrame e da un tumulo di terra. Il tumulo ha un'altezza di 7 m e contiene una camera sepolcrale di 3,90 x 2,10 m con altezza massima di 1,7 m.
In posizione centrale giaceva il corpo di un uomo di circa 50 anni, sopra cui, all'altezza del bacino, si trova il corpo di una giovane donna che è stata apparentemente uccisa subito dopo la morte dell'uomo. Il ricco corredo comprende anelli, bracciali, una spirale in oro, un'ascia da battaglia in pietra, pugnali in bronzo, un'alabarda e ceramiche.

## Scavi

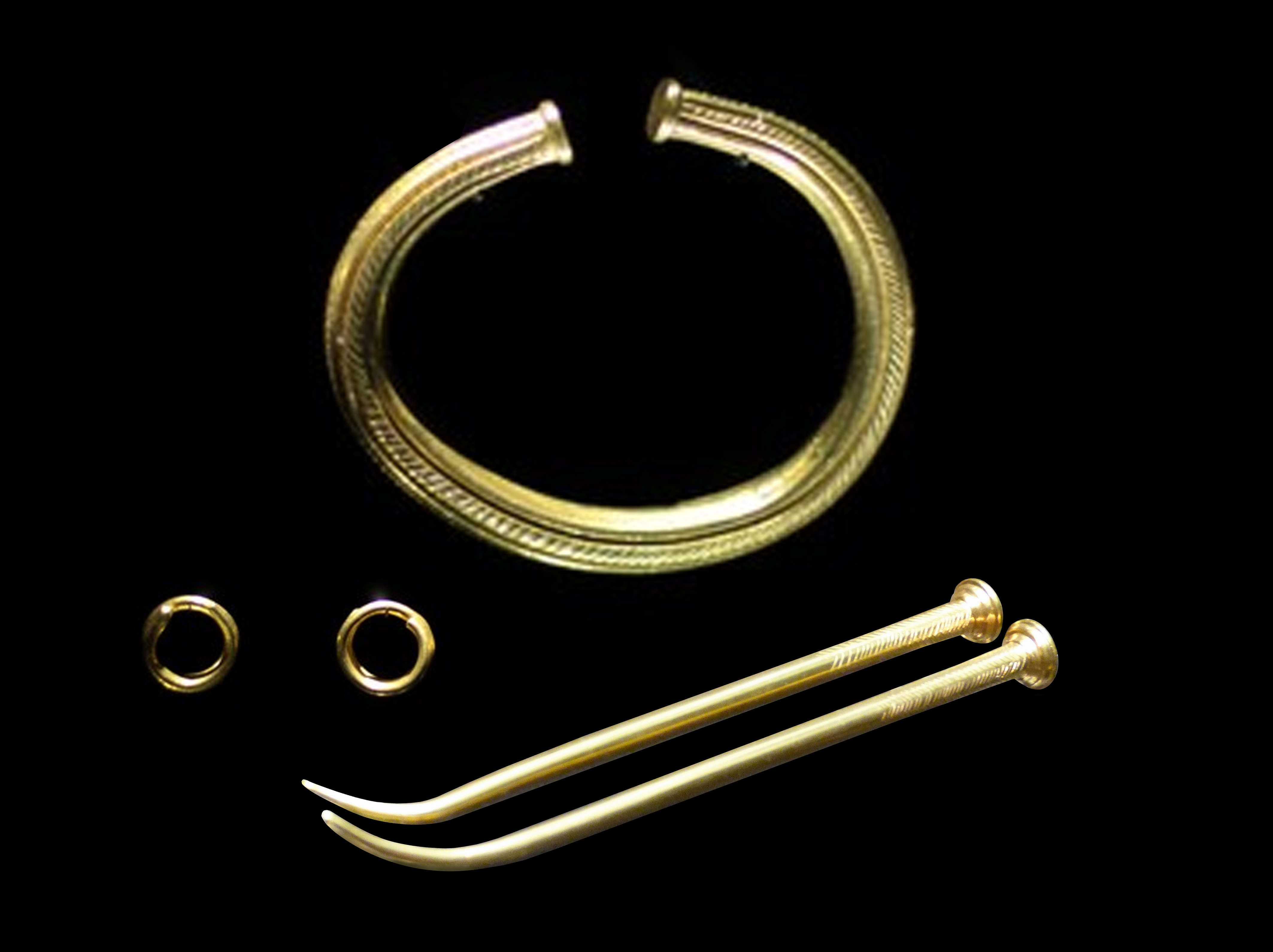
Manufatti in oro

Il sito è stato portato alla luce nel 1877 dal professore d'arte ed archeologo Friedrich Klopfleisch (1831-1898). Durante la costruzione di una strada nel 2011, gli scavi hanno anche rivelato i resti di uno dei più grandi edifici della Germania preistorica, un'abitazione di 44 m x 10,50 m, o 470 metri quadrati di superficie, un tesoro di oggetti in bronzo e un cimitero di 44 agricoltori.